# Чернобыль (фильм, 2021)
«Черно́быль» (рабочие названия фильма — «Опасная вода» и «Когда падали аисты») — российский историко-драматический фильм-катастрофа 2021 года режиссёра Данилы Козловского.
Основан на реальной трагедии, но далёк от исторических событий. Фильм является художественным и не рассказывает о жизни и героическом труде ликвидаторов последствий техногенной катастрофы на Чернобыльской АЭС, произошедшей 26 апреля 1986 года около города Припяти Киевской области Украинской ССР. Кинокартина не воссоздаёт хронологию тех трагических событий, она вдохновлена ими, а все её персонажи и их судьбы вымышлены.
В главных ролях: Данила Козловский, Оксана Акиньшина, Филипп Авдеев и Николай Козак.
Премьера фильма в России была намечена на 8 октября 2020 года, но позже была отложена из-за пандемии COVID-19. Выход картины в широкий прокат состоялся 15 апреля 2021 года, накануне 35-й годовщины со дня чернобыльской трагедии. В июле 2020 года права на распространение фильма в Северной Америке приобрела компания Capelight Pictures. 3 июня 2021 года фильм вышел на американском стриминговом сервисе Netflix.

## Сюжет
Апрель 1986 года. Украинская ССР, Киевская область, город Припять. Тридцатилетний капитан резерва Алексей Карпушин, работающий пожарным, встречает в городе свою любимую девушку Ольгу Савостину, которую оставил десять лет назад, и узнаёт, что у неё есть десятилетний сын Алёша. Карпушин подозревает, что это его сын. Он добивается служебного перевода из Припяти в Киев и готовится уехать туда вместе с Ольгой и сыном.
25 апреля, в пятницу, Карпушин увольняется из пожарной службы. Вместе с сотрудниками и товарищами они устраивают вечернее застолье, на котором Карпушин сильно напивается. Той же ночью сын Ольги Алёша с друзьями отправляются на велосипедах к Чернобыльской АЭС, где становятся свидетелями взрыва ядерного реактора. Алёша снимает происходящее на кинокамеру и получает дозу облучения.
Поутру не протрезвевший Карпушин едет к Ольге, но, испугавшись падающих с неба птиц, пускает машину под откос. Попутно он встречает колонну пожарных машин, направляющихся в сторону АЭС, и, предвидя ситуацию, сам напрашивается к одному из экипажей. На пожарище он находит свою бывшую дружину, прибывшую туда первой: их отправили на крышу, где горит битум. Товарищи находятся в тяжёлом состоянии, их рвёт, кожа обожжена от радиоактивного излучения. Карпушин выводит двух друзей к прибывшим машинам скорой медицинской помощи. Его тоже увозят в больницу, но он отделывается небольшой дозой облучения.
Карпушина привлекают к работе комиссии, выводы неутешительны: под аварийным блоком находится резервуар, наполненный водой, если раскалённое топливо провалится туда, произойдёт новый термический взрыв, вследствие чего радиоактивные выбросы могут накрыть не только Киев, но и Москву (проще говоря, пострадает не только Советский Союз, но и часть самой Европы). Принимается решение послать туда группу инженеров с целью запустить автоматику и откачать воду или, в крайнем случае, вручную открыть задвижку. Высокопоставленный чиновник рассказывает, что для участников операции будут зарезервированы места на самолёте, улетающем в Швейцарию, где героев ждут в специализированной клинике по лечению последствий облучения. Карпушин, работавший в пожарном надзоре, прекрасно знает станцию с момента её строительства и подсказывает скрытый проход к цели, но сам идти отказывается. Приехав к Ольге он обнаруживает, что Алёша тяжело заболел. Всех жителей эвакуируют на автобусах, в дороге Алёше становится всё хуже. Карпушин выходит из автобуса и спешит обратно. Он договаривается с чиновником, чтобы вместо него в Швейцарию отправили Алёшу.
Утром в понедельник 28 апреля четверо человек — пожарный Карпушин, его помощник Никита, инженер Валера и водолаз Борис — спускаются в затопленный подвал энергоблока. Команда открывает вентиля, но Никита попадает под струю пара и выбывает из строя. Остальным удаётся найти щит управления, дотянуть провод и в последнюю минуту перед пуском напряжения запитать его. Однако автоматическая откачка не работает и действовать приходится вручную. Увидев свет, Борис подходит к комнате где горит топливо и получает высокую дозу облучения. Товарищи вытаскивают его наружу. Карпушин с Валерой спускаются в подвал энергоблока во второй раз и открывают заслонку, вода вытекает из резервуара, задание выполнено. Запаниковавший Валера обрывает трос, Карпушин бросается за ним.
Тем временем Алёшу отправляют в Швейцарию. Ольга отправляется в госпиталь, где врач-радиолог рассказывает, что Карпушина вытащили спасатели, после того, как вода ушла. Его состояние настолько тяжело, что врачи не решаются на его перевозку, он сам является источником облучения. Ольга спешит в бокс, где находит чудовищно изуродованного, обгоревшего Карпушина. Спустя три месяца Алёша возвращается в Киев после лечения в Швейцарии, его встречает одна Ольга.

## Роли исполняют

### В главных ролях
- Данила Козловский — Алексей Карпушин, капитан, спасатель, пожарный
- Оксана Акиньшина — Ольга Савостина, парикмахер
- Пётр Терещенко — Алёша, сын Ольги Савостиной
- Филипп Авдеев — Валерий Гончарук, инженер
- Николай Козак — Борис Никонович Бобылин, полковник, военный водолаз

### В ролях
- Максим Блинов — Никита
- Игорь Черневич — Тропин
- Артур Бесчастный — Михаил Владимирович Стысин
- Андрей Казаков — Сергей, пожарный
- Равшана Куркова — Дина, врач-радиолог
- Александр Алябьев — Иван
- Дмитрий Матвеев — Юрий Кондратюк, пожарный
- Никита Карпинский — Дмитрий, пожарный
- Самвел Тадевосян — Тигран, пожарный
- Мария Ульянова — жена пожарного Коли
- Николай Самсонов — Коля, пожарный
- Антон Шварц — солдат
- Алина Милькова — участница эвакуации
- Маргарита Мезина — медсестра
- Екатерина Мезина — медсестра
- Павел Давыдов — Семён, ликвидатор
- Павел Чернявский — участник эвакуации
- Наталия Блажиевская
- Кай Алекс Гетц
- Савелий Албутов
- Полина Райкина
- Эльвира Кекеева
- Юлия Джулай — Марина, парикмахерша
- Анна-Мария Даниленко
- Анастасия Куимова — медсестра скорой
- Александр Кудренко — водитель скорой
- Ольга Макеева
- Юрий Оборотов
- Валентин Овсюк — врач-радиолог
- Дмитрий Поднозов
- Владимир Симонов
- Владимир Свирский
- Анна Дубровская
- Владислав Абашин
- Елена Ворончихина
- Татьяна Каргаева —  медсестра
- Олег Рязанцев — врач в эвакуации
- Антон Филипенко — врач-радиолог в Киеве
- Дмитрий Беседа — милиционер
- Андрей Арчаков — мальчик
- Александра Черкасова-Служитель
- Александр Казеко
- Иван Борисов
- Юрий Межевич
- Павел Худяков
- Андрей Колобинин
- Дарья Лятецкая
- Анатолий Просалов — отец девочки в автобусе
- Глеб Пускепалис
- Анна Шатилова
- Анка Бессонова

## Производство

### История создания
Фильм «Чернобыль» режиссёра Данилы Козловского вошёл в список 17 российских кинопроектов, которые получили государственную финансовую поддержку «Фонда кино» в 2019 году.
В интервью РИА «Новости» 17 апреля 2021 года, через два дня после выхода фильма в широкий российский прокат, Данила Козловский, отвечая на вопрос о главной цели создания фильма, сказал:

«Меня всё время поражала роль пресловутого человеческого фактора — и в том, что произошло, и в ликвидации последствий аварии. Это по-настоящему трогало. Потому я захотел рассказать свою картину через призму человеческой судьбы, показать историю простых людей, которые жили своей обычной жизнью, местами сложной и странной, но своей. И вдруг в их привычный уклад ворвалось нечто. И всё изменилось. Люди не могли просто взять и перейти улицу на другую сторону. Они были вынуждены иметь с этим дело. И кто-то стал героем поневоле, кто-то бежал, кто-то впадал в ступор и наблюдал. Мне, условно говоря, человек на фоне глобальной катастрофы гораздо интереснее, нежели чем говорить о причинах и искать виноватых. За всем стоит человек. И его человеческая драма из-за ворвавшегося в его жизнь события 1986 года — гораздо кинемотографичнее и интереснее для меня.»— Данила Козловский, исполнитель главной роли, режиссёр и продюсер фильма «Чернобыль», 17 апреля 2021 года.

### Съёмки
Съёмки фильма «Чернобыль» проходили с начала июня по 13 августа 2019 года на закрытых объектах Курской АЭС в городе Курчатове, в студийных павильонах в Москве, Будапеште (на территории венгерской киностудии Origo Studios) и в Хорватии.

### Саундтрек
Саундтрек к фильму «Чернобыль» записала советская и российская певица и композитор Алла Пугачёва, которая 8 сентября 1986 года, вскоре после взрыва ядерного реактора 26 апреля 1986 года на Чернобыльской АЭС, дала концерт под открытым небом для девяти тысяч ликвидаторов аварии в посёлке вахтовиков Зелёный Мыс, неподалёку от города Припяти, всего лишь в нескольких километрах от ещё не закрытого саркофагом реактора. Это выступление в зоне повышенной радиации негативно отразилось на здоровье певицы, в том числе на её голосе. Впоследствии ей было присвоено почётное звание «Ликвидатор аварии на Чернобыльской АЭС». В фильме Алла Борисовна исполнила также песню «Мы в этой жизни только гости», написанную поэтессой и композитором Татьяной Снежиной, погибшей в автокатастрофе в 1995 году. Премьера фильма «Чернобыль» состоялась в день рождения Аллы Пугачёвой, 15 апреля 2021 года.

## Отзывы и оценки
Фильм «Чернобыль» режиссёра Данилы Козловского получил неоднозначные оценки российских кинокритиков: мнения о фильме резко разделились. Многие критики рассматривали фильм как российский «ответ» одноимённому американскому мини-сериалу канала HBO и сравнивали их, как правило в пользу сериала.
В рецензии для издания «Афиша» Егор Беликов счёл, что «„Чернобыль“ в качестве средства коммуникации со зрителем скорее терпит крах… Но в то же время это старательно сделанное кино, которое может и увлечь, и выбить прицельным хуком слезу».
Кинокритик Антон Долин написал в латвийском интернет-издании «Медуза»: «… сильнейшей женщиной „Чернобыля“ оказывается снимавшая картину 26-летняя Ксения Середа». С ним согласен Николай Корнацкий, высоко оценивший в журнале «Искусство кино» работу оператора Ксении Середы и Данилы Козловского как режиссёра: «… на „Чернобыле“ родился другой режиссёр, и режиссёр довольно редких качеств — умеющий делать актёрское кино».
Тимур Алиев на сайте телеканала «2x2» назвал фильм «никудышной мелодрамой без человеческого лица», «несостоявшимся по всем фронтам кино».
Вадим Богданов, «Intermedia.ru», считает, что «… фильм определённо качественный. Крепкий визуальный стиль, убедительные актёрские работы Козловского и Акиньшиной, запоминающийся саундтрек, большая проделанная работа по реквизитам, декорациям и эффектам».
Сергей Оболонков в своей рецензии к фильму на «Kino.mail.ru» полагает, что «ни режиссёр, ни сценаристы сами не разобрались, что за кино делают: мелодраму телевизионного разлива, блокбастер со спецэффектами или ленту, призванную напомнить о страшных событиях 35-летней давности».
На интернет-портале «Российской газеты» опубликованы два текста от авторов с противоположными мнениями: Алексей Литовченко считает, что «фильм точно нельзя назвать ни более правдивым, ни более эффектным» (в сравнении с сериалом HBO), а Андрей Максимов заявляет: «Данила Козловский — мастер. Он замечательный актёр. И режиссёр, который старается идти своим путём».
Видеоблогер Евгений «BadComedian» Баженов обвинил фильм в «паразитировании на трагедии» и называл ленту «неинтересной, неисторической, не чтящей память ликвидаторов и не являющейся ответом сериалу HBO, потому что во многом HBO копирует».